# Kilómetro 10 Nizzapipi
Kilómetro 10 Nizzapipi är en ort i Mexiko.   Den ligger i kommunen Santa María Mixtequilla och delstaten Oaxaca, i den sydöstra delen av landet, 500 km sydost om huvudstaden Mexico City. Kilómetro 10 Nizzapipi ligger 50 meter över havet och antalet invånare är 172.
Terrängen runt Kilómetro 10 Nizzapipi är varierad. Runt Kilómetro 10 Nizzapipi är det ganska glesbefolkat, med 43 invånare per kvadratkilometer. Närmaste större samhälle är Santo Domingo Tehuantepec, 9,4 km söder om Kilómetro 10 Nizzapipi. Omgivningarna runt Kilómetro 10 Nizzapipi är en mosaik av jordbruksmark och naturlig växtlighet.